# Francis John Nugan
Francis John Nugan (* 30. Dezember 1942 in Griffith, New South Wales; † 27. Januar 1980 in Bowenfels, New South Wales), bekannt als Frank Nugan, war ein australischer Rechtsanwalt, Unternehmer und Bankier, der als Mitbegründer der Nugan Hand Bank bekannt wurde.

## Herkunft
Franks Vater, Alfred Neugarten, wurde als Sohn jüdischer Eltern in Deutschland geboren und kämpfte in den Internationalen Brigaden im Spanischen Bürgerkrieg. Im Jahr 1938 wanderte Alfred mit einem Sohn aus einer früheren Ehe nach Palästina aus, wo er einen anderen jüdischen Flüchtling, Anneliese Meinhardt, heiratete. Die Familie zog 1939 weiter nach Australien und änderte ihren Namen in Nugan. Frank behauptete selbst immer, Spanier zu sein. Frank Nugan wurde 1942 in der Stadt Griffith in New South Wales geboren, einem Zentrum des Obst- und Gemüseanbaus, wo seine Familie die Nugan Fruit Group gegründet hatte. Er studierte an der University of Sydney (Bachelor of Laws, 1964) und der University of California, Berkeley (Master of Laws, 1965).

## Karriere
Nach seinem Abschluss verbrachte Nugan mehrere Jahre in Kanada, bevor er 1968 nach Sydney zurückkehrte und Anwalt wurde. 1970 war Nugan Direktor des Mineralexplorationsunternehmens Meekatharra Minerals, das er an die Börse brachte.
Nach vorangegangenen Aktien- und Grundstücksgeschäften mit dem US-amerikanischen Ex-Militär Michael Jon Hand gründete Nugan zusammen mit Hand 1973 die Handelsbank Nugan Hand Ltd. mit einem betrügerischen Kapital von einer Million Dollar. Zwischen 1976 und 1979 stieg der gemeldete Umsatz der Bank von 30 Millionen $ auf eine Milliarde $, als die Bank Niederlassungen in Hongkong, Singapur, den Cayman-Inseln, Saudi-Arabien und an weiteren Standorten eröffnete. Die Bank wurde später als Tarnorganisation der CIA bezeichnet und soll Gelder für Geheimdienstoperationen, Geldwäsche und Drogengeschäfte bereitgestellt haben.
Nugan war auch Direktor der Nugan Group Ltd, einer Firma, die sein Bruder Kenneth zu einem großen Obst- und Gemüsevertrieb aufgebaut hatte. Im Jahr 1978 wurden Nugan und sein Bruder unter anderem wegen Verschwörung zum Betrug gegen das Unternehmen angeklagt; die Rechtsverteidigung wurde zum Teil mit Geldern aus der Nugan Hand Bank finanziert. Nugan hatte sich im großen Stil Geld von seiner eigenen Bank geliehen und war deshalb so gut wie pleite.

## Tod
Am 27. Januar 1980 wurde Nugan auf einem abgelegenen Feldweg in der Nähe von Bowenfels, New South Wales, mit einer Schusswunde im Kopf tot aufgefunden, die er sich laut dem Gerichtsmediziner selbst zugefügt hatte. Der Tatort wurde mit vielen Fußabdrücken um die Leiche herum gefunden, was von der Polizei damals festgestellt wurde. Fingerabdrücke auf der Waffe wurden keine gefunden. Nugan hatte am 7. Januar einen Waffenschein und am darauffolgenden Tag ein Gewehr erworben. Die Visitenkarte von Nugan Hands Rechtsbeistand, dem ehemaligen CIA-Direktor William Colby, wurde in Nugans Tasche gefunden. In den Tagen vor seinem Tod hatte Nugan versucht, einen Umzug nach Florida mit seiner in den USA geborenen Frau und seinen drei kleinen Kindern zu arrangieren. Er hatte zu diesem Zeitpunkt bereits juristische Schwierigkeiten. Nugans Tod führte zum Zusammenbruch der Nugan Hand Bank. Die meisten Beweismittel über die schmutzigen Geschäfte der Bank wurden rechtzeitig vernichtet und Nugans Partner Michael Jon Hand flüchtete aus Australien und wurde nie gefasst. 
Anhaltende Spekulationen, dass Nugan seinen eigenen Tod vorgetäuscht hatte, einschließlich des Berichts eines Geschäftsmannes, der sagte, er habe Nugan auf einer Reise in die USA gesehen und mit ihm gesprochen und dieser sei untergetaucht, veranlassten die Behörden, Nugans Leiche im Februar 1981 zu exhumieren. Anhand von Zahnunterlagen und Fingerabdrücken wurde bestätigt, dass es sich um Nugans Leiche handelte.